# Sericospilus intermediatus
Sericospilus intermediatus är en skalbaggsart som beskrevs av Given 1952. Sericospilus intermediatus ingår i släktet Sericospilus och familjen Melolonthidae. Inga underarter finns listade i Catalogue of Life.